# Strindheim IL
Strindheim Idrettslag – norweski klub sportowy mający siedzibę w mieście Trondheim. Posiada sekcje piłki nożnej, biegów narciarskich, łyżwiarstwa szybkiego, piłki ręcznej i lekkiej atletyki. Klub piłkarski gra w 2. divisjon.

## Historia
Klub został założony w 1926 roku. Sekcja piłkarska została założona 17 stycznia 1948. W 1983 roku klub po raz pierwszy awansował do pierwszej ligi norweskiej. Spadł z niej jednak po roku gry. W sezonie 1995 klub po raz drugi wystąpił w rozgrywkach pierwszej ligi. Zajął wówczas ostatnie 14. miejsce i został zdegradowany do 1. divisjon. 

## Stadion
Domowe mecze klub rozgrywa na stadionie o nazwie Strindheim Kunstgress w Trondheim, który może pomieścić 2500 widzów.

## Historia występów w pierwszej lidze
| Sezon | Pozycja      | M  | Pkt. | Z | R | P  | GZ | GS |
| ----- | ------------ | -- | ---- | - | - | -- | -- | -- |
| 1984  | 12. (spadek) | 26 | 17   | 4 | 5 | 17 | 36 | 77 |
| 1995  | 14. (spadek) | 22 | 8    | 2 | 4 | 16 | 15 | 57 |

## Reprezentanci kraju grający w klubie
Stan na maj 2016.
| - Sverre Brandhaug - Jørn Jamtfall - Gøran Sørloth | - Rune Tangen - John Maduka |